# Брито, Лейдис
Лейдис Брито (исп. Leidys Brito; род. 5 июля 1984, Матурин) — венесуэльская лучница, выступающая в соревнованиях по стрельбе из олимпийского лука. Участница трёх Олимпийских игр.

## Карьера
На летних Олимпийских играх 2008 года в Пекине Брито завершила рейтинговый раунд с на 36-м месте и набрала 628 очков. В первом матче плей-офф Лейдис одержала победу против тайваньской лучницы У Хуэйжу со счётом 104:98. Во втором раунде она попала на четвёртую сеяную после рейтингового раунда Хатуну Нариманидзе из Грузии, которой проиграла счетом 98:111.
На летних Олимпийских играх 2012 года в Лондоне Брито в рейтинговом раунде стала 45-й и набрала 634 очка. Она попала на китаянку Чэн Мин, которой проиграла по сетам по счётом 4:6. Позднее соперница Лейдис стала серебряным призёром.
В матче за бронзовую медаль в индивидуальном турнире Южноамериканских игр 2014 года в Сантьяго уступила бразильской лучнице Саре Никитин.
На панамериканском чемпионате 2016 года завоевала две золотые медали в женских индивидуальных (обыграв в финале кубинку Элизабет Родригес) и командных соревнованиях (победив в финале сборную Бразилии). Помимо Брито, в сборной Венесуэлы выступали Майра Мендес и Верона Вильегас, а также бронзу в миксте с Рикардо Васкесом.
Олимпийские игры 2016 года для Лейдис Брито стали третьими в карьере. В Рио-де-Жанейро она заняла 44-е место в рейтинговом раунде, набрав 614 очков, и в первом раунде попала на немку Лизу Ухрух, которой уступила со счётом 4:6. На второй Олимпиаде подряд Лейдис проигрывает лучнице, которая затем завоёвывает серебро.